# 楊琮
楊琮（1430年—？），字廷璋，順天府涿州人，明朝政治人物。進士出身。

## 生平
順天府鄉試第七十一名。天順元年（1457年）丁丑科會試第二百十名，殿試登進士第二甲第五名。

## 家族
曾祖父楊大二。祖父楊暹。父亲楊春。